# 新科西诺站
新科西诺站（羅馬化：Novokosino）是莫斯科地铁加里宁-松采沃线東段的東行终点站，位于莫斯科市新科西诺区与列乌托夫市交界处。这是莫斯科地铁第186个车站。
车站从2009年秋天开始建设，2011年1月到5月一度暂停施工，最后在2012年8月30日启用。这是莫斯科地铁最后一个于前任市长尤里·卢日科夫任内规划和建设的车站。

## 概况
新科西诺站是明挖单拱式车站，埋深12米，长163米，两线间距14.9米。车站设有东、西两个地下站厅，两个站厅分别设有连接地面和连接站台的电梯，方便健障及携带大件行李物品人士出行。因为车站设置在莫斯科和列乌托夫两市交界处，因此一些站厅出入口设在莫斯科、一些设在列乌托夫。乘客可去往莫斯科的城市人大街（Городецкая улица）、苏兹达尔大街（Суздальская улица）和新科西诺大街（Новокосинская улица），列乌托夫的南街（Южная улица）、周年纪念大道（Юбилейный проспект）和克托夫斯基大街（Улица Котовского），以及地处两市界线的的诺索维欣公路（Носовихинское шоссе）。车站附近是俄罗斯铁路的列乌托沃列车站。当局也计划在地铁站附近新建能提供2000个车位的大型停车场以便附近居民快速接驳地铁、火车等公共交通工具。
车站设计最大容量为每小时接待乘客1.45万人次。包括与新吉列耶沃站连接的约3.5公里长的隧道，整个建设工程投资超过200亿卢布。
出入口结构皆为不对称不锈钢框架、玻璃幕墙，而且每个出入口的造型都是独一无二的。其中一个出入口后面还有一间供地铁工作人员休息的房间。东、西两个站厅主色调分别是橙色和绿色，墙上有巨大而抽象的不锈钢制箭头标识。站厅主色调是黑、白、灰。巨型的穹顶是分段灌浆浇筑的，洁白的内侧被银灰色的X型拱圈分割成多个区域。新科西诺站安装了独特的吊灯，光线向上投射到银色平板，再漫反射以泛光照亮整个车站。站台铺设黑、灰两色的花岗岩地板，结合银灰色与白色交织的穹顶，不锈钢、玻璃、木材构成的候车长椅，整个车站设计极其前卫。

## 历史
2007年10月30日，莫斯科市政府发布第961-PP号政府令《关于2008年至2010年莫斯科市地铁规划》。以此为依据，2008年第一季度加里宁线3.23公里的东延长线规划出台，并预计2010年投入服务，但后来延期到2011年。在此之前，20世纪90年代，当局曾规划一条名为“新科西诺线”的轻轨线路（Новокосинская линия ЛРТ），但该线路规划后来被取消。而更早期的方案是从新吉列耶沃站延伸到诺索维欣公路和城市人大街。
新科西诺站原定计划在2008年10月开工，但因资金短缺而推迟到2009年中旬，同年秋季才开始清理工地环境。整个新科西诺站建设项目包括车站主体施工和往来新吉列耶沃站的两条盾构隧道挖掘两大部分，皆由莫斯科的交通工程建设股份公司（ОАО «Трансинжстрой»）承包，其中车站主体由154施工部负责，而隧道由162施工部负责。2009年11月17日，当局称车站可能在2012年投入服务。次年9月18日，时任市长卢日科夫车站承诺将于2012年中旬启用。.
2010年1月车站西面的盾构井开挖，到夏天盾构井基坑完成并开始灌浆。9月18日，盾构机“柳德米拉”号（Людмира）始发。该盾构机负责开挖新吉列耶沃-新科西诺区间右线。12月1日，负责左线挖掘的盾构机“斯维特拉娜”号（Светлана）始发。两台盾构机将在新吉列耶沃站后吊出。由于要下穿新吉列耶沃站后折返线与出入车辆段的联络线，因此整个新-新区间隧道埋深为10至17米不等。2011年4月15日，右线挖掘完毕。随后的9月21日，左线也完成挖掘。10月2日，新吉列耶沃-新科西诺区间隧道建设完毕，并在2012年1月至2月期间完成铺轨。
2012年8月23日凌晨12点30分，新吉列耶沃-新科西诺区间通车。由莫斯科地铁6号“滑翔机”车辆段（электродепо «Планерное»）出发的轨道检测列车，成为新科西诺站历史上第一列到站列车。莫斯科地铁总负责人伊万·别谢金（Иван Беседин）搭乘该列车，到新科西诺站听取关于车站开通准备状况的报告。从23日开始首班车开始，加里宁线每班列车到达新吉列耶沃站并清客后都会进入新科西诺站再折返；同时，该站的工作人员也开始接受实地操作培训。
2012年8月30日下午3点33分，新科西诺站正式启用；但根据原计划，车站应在当日上午11点开通。俄罗斯总统弗拉基米尔·普京、莫斯科市市长谢尔盖·索比亚宁及其他领导成为该站第一批乘客。

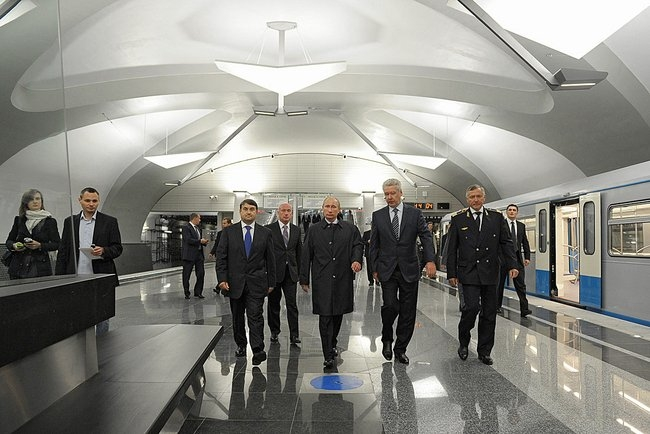
俄罗斯总统弗拉基米尔·普京、莫斯科市市长谢尔盖·苏比亚宁及其他官员出席车站开通仪式

### 已流产的规划方案
从20世纪60年代到1989年，莫斯科地铁规划上曾经存在一个名为“列乌托沃”的地铁站，与同名火车站为邻。
2001年，当局开始在新科西诺区规划新轻轨线路：新科西诺轻轨。该线路包含6个站，分别是新吉列耶沃（Новогиреево；与加里宁线新吉列耶沃站换乘）、凯特切尔（Кетчерская）、苏兹达尔（Суздальская）、城市人（Городецкая）、位于诺索维欣公路旁但未有正式名称的“332路”（"Проезд 332"）以及尼古拉-天使长（Николо-Архангельская）。。但该规划与米金诺轻轨（Митинская линия ЛРТ；后来成为今日阿尔巴特－波克罗夫卡线斯特罗金诺站以北段的雏形）一同逐渐被当局遗忘。另外，轻轨建设优先度不如地铁、以及当地缺乏建设空间也成为当局搁置轻轨、回到延长加里宁线方案的原因。
新科西诺轻轨流产后，加里宁线东延长段规划浮出水面。新规划将把加里宁线从新科西诺站延长到科辛诺-乌赫托姆斯基区的科茹霍沃，增设尼古拉-天使长、圣湖（Святоозерская）、科辛诺-乌赫托姆斯基（Косино-Ухтомская）和卢德涅沃（Руднево）4站。然而，新任莫斯科市长苏比亚宁在2011年2月底的工作会议上称目前没有必要把加里宁线从新科西诺再往科茹霍沃延伸，因而计划再遭否决。